# Upravni organ

## Upravni organi v Republiki Sloveniji
Upravni organi, ki v Republiki Sloveniji opravljajo upravne naloge so ministrstva, organi v njihovi sestavi Arhivirano 2014-05-02 na Wayback Machine. in upravne enote.

## Organi, ki morajo postopati po Zakonu o splošnem upravnem postopku v Republiki Sloveniji
Po Zakonu o splošnem upravnem postopku (ZUP) morajo postopati upravni in drugi državni organi, organi samoupravnih lokalnih skupnosti in nosilci javnih pooblastil, kadar z uporabo predpisov odločajo o pravicah, obveznostih ali pravnih koristih posameznikov, pravnih oseb in drugih strank. 

Po ZUP postopajo:
- Organi državne uprave: ministrstva, upravne enote, davčna uprava, inšpektorati, uradi...
- Organi samoupravnih lokalnih skupnosti: občine, župani, občinske uprave...
- Nosilci javnih pooblastil: šole, zdravstvene organizacije, geodetske organizacije, komunalna podjetja...
- Drugi (nepravni) državni organi: vlada, sodišča, informacijski pooblaščenec, državni zbor...[3]